# 古莫昂
古莫昂（法語：Goumoëns）是瑞士联邦西部法语区的沃州下设的一个镇。在行政上属于沃州格罗区管辖。古莫昂的总面积为10.69平方公里。截至2010年底，总人口为849。

## 历史
2011年7月1日，埃克拉尼昂、古莫昂拉维尔、古莫昂勒于三个镇正式合并，建立新的古莫昂镇。

## 地理
塔朗河在古莫昂西部穿过。